# Ochtar
Ochtar – wieś w Armenii, w prowincji Sjunik. W 2011 roku liczyła 93 mieszkańców.